# Pavel Novák (piosenkarz)
Pavel Novák (ur. 10 marca 1944 w Przerowie, zm. 11 lutego 2009 tamże) – czeski piosenkarz, kompozytor i pisarz.

## Życiorys
Zaczynał jako wokalista zespołu Přerov Dixieland, z którym w 1962 r. miał swoje pierwsze nagrania. W połowie lat 60. stał się współzałożycielem zespołu beatowego Synkopy. Ich utwór „Vyznání” odniósł ogromny sukces w audycji radiowej Houpačka.
Współpracował z orkiestrami (Taneční orchestr Československého rozhlasu, Ostravský rozhlasový orchestr, Orchestr Gustava Broma itp.). Stał na czele zespołów Vox i Proto. Od lat 90. prowadził zespół Family, a swoją działalność artystyczną kierował w znacznej mierze do odbiorców dziecięcych.
Jego dorobek obejmuje ponad 700 utworów muzycznych i 2000 tekstów. Laureat festiwali Bratislavská lýra i Děčínská kotva.